# Kaliska (powiat koniński)
Kaliska – wieś w Polsce, położona w województwie wielkopolskim, w powiecie konińskim, w gminie Wilczyn. 
| SIMC    | Nazwa           | Rodzaj                |
| ------- | --------------- | --------------------- |
| 0300127 | Kaliska-Kolonia | część wsi             |
| 0300133 | Kaliska-Parcele | część wsi, do 2024 r. |
| 0300140 | Kwiatkowo       | część wsi             |

W latach 1975–1998 miejscowość należała administracyjnie do województwa konińskiego.